# Polska Superliga Tenisa Stołowego 2022/2023
Polska Superliga Tenisa Stołowego 2022/2023 – edycja rozgrywek pierwszego poziomu ligowego w Polsce. Brało w niej udział 14 drużyn.

## System rozgrywek
Rozgrywki prowadzone są z udziałem 14 drużyn i są podzielone na dwie fazy: zasadniczą i play-off.
Faza zasadnicza składa się z dwóch rund. Pierwsza runda rozgrywana jest systemem każdy z każdym. Po 13 kolejkach nastąpi podział tabeli na dwie grupy: mistrzowską i spadkową. Drużyny, które po pierwszej rundzie zajmą miejsca 1-7 trafią do grupy mistrzowskiej, z kolei miejsca 8-14 – do grupy spadkowej. Gospodarzami spotkań w drugiej rundzie są drużyny, które w pierwszej rundzie w meczu pomiędzy tymi samymi drużynami grały na wyjazdach. Za zwycięstwo 3:0 lub 3:1 drużyny otrzymują 3 punkty, za zwycięstwo 3:2 – 2 punkty, zaś za porażkę 2:3 – 1 punkt. Za porażkę 0:3 lub 1:3 drużyny nie otrzymują punktów.
Do fazy play-off awansuje 8 drużyn (wszystkie drużyny z grupy mistrzowskiej i zwycięzca grupy spadkowej). W ćwierćfinałach zostaną rozegrane dwumecze. Pary zostaną ustalone na podstawie tabeli po rundzie zasadniczej (1-8, 2-7, 3-6, 4-5). Zwycięzcy ćwierćfinałów awansują do półfinałów, gdzie zostaną rozegrane dwumecze. Z kolei zwycięzcy półfinałów awansują do finału, który odbędzie się na neutralnym terenie i odbędzie się tylko jeden mecz. Drużyna, która wygra finał otrzyma tytuł Drużynowego Mistrza Polski mężczyzn, puchar i złote medale, a zespół pokonany w finale otrzyma puchar i srebrne medale. Drużyny, które odpadły w półfinałach, otrzymają brązowe medale. Do 1. ligi spadną cztery ostatnie drużyny z grupy spadkowej.
W związku z inwazją Rosji na Ukrainę w dniu 22 lipca 2022 Ministerstwo Sportu i Turystyki ogłosiło rekomendacje obejmujące warunki dotyczące ewentualnego uczestnictwa zawodników z Rosji i Białorusi we współzawodnictwie sportowym na terenie Polski, wzywając do ich przestrzegania.

## Kluby
| Nazwa drużyny                         | Miejsce w poprzednim sezonie |
| ------------------------------------- | ---------------------------- |
| Dartom Bogoria Grodzisk Mazowiecki    | Mistrz                       |
| LOTTO Polski Cukier Gwiazda Bydgoszcz | Wicemistrz                   |
| KS Dekorglass Działdowo               | Półfinał                     |
| KS AZS AWFiS Balta Gdańsk             | Półfinał                     |
| Energa Manekin Toruń                  | Ćwierćfinał                  |
| UKS Dojlidy Białystok                 | Ćwierćfinał                  |
| Oxynet Jarosław                       | Ćwierćfinał                  |
| Global Pharma Orlicz 1924 Suchedniów  | Ćwierćfinał                  |
| Petralana TTS Polonia Bytom           | 9. miejsce                   |
| FIBRAIN KU AZS Politechnika Rzeszów   | 10. miejsce                  |
| ASTS Olimpia Unia Grudziądz           | 11. miejsce                  |
| Akademia Zamojska Zamość              | 12. miejsce                  |
| ZKS Palmiarnia Zielona Góra           | Awans z I ligi               |
| UKS Villa Verde Olesno                | Awans z I ligi               |

## Faza zasadnicza

### Pierwsza runda
| Poz. | Drużyna                               | M  | Z  | P  | Pojedynki | Punkty |
| ---- | ------------------------------------- | -- | -- | -- | --------- | ------ |
| 1.   | KS Dekorglass Działdowo               | 13 | 12 | 1  | 37:12     | 35     |
| 2.   | Dartom Bogoria Grodzisk Mazowiecki    | 13 | 9  | 4  | 35:21     | 30     |
| 3.   | LOTTO Polski Cukier Gwiazda Bydgoszcz | 13 | 10 | 3  | 34:19     | 28     |
| 4.   | Global Pharma Orlicz 1924 Suchedniów  | 13 | 10 | 3  | 33:21     | 26     |
| 5.   | KS AZS AWFiS Balta Gdańsk             | 13 | 8  | 5  | 29:26     | 22     |
| 6.   | Oxynet Jarosław                       | 13 | 7  | 6  | 28:24     | 22     |
| 7.   | ASTS Olimpia Unia Grudziądz           | 13 | 8  | 5  | 28:26     | 20     |
| 8.   | ZKS Palmiarnia Zielona Góra           | 13 | 6  | 7  | 25:28     | 20     |
| 9.   | Akademia Zamojska Zamość              | 13 | 6  | 7  | 24:25     | 17     |
| 10.  | Energa Manekin Toruń                  | 13 | 4  | 9  | 24:30     | 15     |
| 11.  | Petralana TTS Polonia Bytom           | 13 | 4  | 9  | 23:32     | 13     |
| 12.  | UKS Dojlidy Białystok                 | 13 | 4  | 9  | 17:30     | 12     |
| 13.  | UKS Villa Verde Olesno                | 13 | 2  | 11 | 21:35     | 11     |
| 14.  | FIBRAIN KU AZS Politechnika Rzeszów   | 13 | 1  | 12 | 9:38      | 2      |

     Awans do grupy mistrzowskiej
     Gra w grupie spadkowej

### Grupa mistrzowska
| Poz. | Drużyna                               | M  | Z  | P  | Pojedynki | Punkty |
| ---- | ------------------------------------- | -- | -- | -- | --------- | ------ |
| 1.   | KS Dekorglass Działdowo               | 19 | 16 | 3  | 53:21     | 48     |
| 2.   | Global Pharma Orlicz 1924 Suchedniów  | 19 | 14 | 5  | 47:29     | 38     |
| 3.   | Dartom Bogoria Grodzisk Mazowiecki    | 19 | 12 | 7  | 46:33     | 38     |
| 4.   | LOTTO Polski Cukier Gwiazda Bydgoszcz | 19 | 13 | 6  | 44:29     | 37     |
| 5.   | Oxynet Jarosław                       | 19 | 12 | 7  | 43:33     | 36     |
| 6.   | ASTS Olimpia Unia Grudziądz           | 19 | 9  | 10 | 37:41     | 25     |
| 7.   | KS AZS AWFiS Balta Gdańsk             | 19 | 9  | 10 | 34:43     | 24     |

     Awans do ćwierćfinału

### Grupa spadkowa
| Poz. | Drużyna                             | M  | Z  | P  | Pojedynki | Punkty |
| ---- | ----------------------------------- | -- | -- | -- | --------- | ------ |
| 8.   | Akademia Zamojska Zamość            | 19 | 11 | 8  | 40:32     | 31     |
| 9.   | ZKS Palmiarnia Zielona Góra         | 19 | 10 | 9  | 39:39     | 31     |
| 10.  | Petralana TTS Polonia Bytom         | 19 | 8  | 11 | 39:41     | 27     |
| 11.  | Energa Manekin Toruń                | 19 | 7  | 12 | 37:42     | 24     |
| 12.  | UKS Dojlidy Białystok               | 19 | 8  | 11 | 30:39     | 23     |
| 13.  | UKS Villa Verde Olesno              | 19 | 2  | 17 | 25:53     | 12     |
| 14.  | FIBRAIN KU AZS Politechnika Rzeszów | 19 | 2  | 17 | 14:53     | 5      |

     Awans do ćwierćfinału
     Spadek do 1. ligi

## Wyniki (play-off)

### Ćwierćfinały
| Gospodarze                            | Wynik          | Goście                                |
| 1. ćwierćfinał                        | 1. ćwierćfinał | 1. ćwierćfinał                        |
| ------------------------------------- | -------------- | ------------------------------------- |
| Akademia Zamojska Zamość              | 0:3            | KS Dekorglass Działdowo               |
| KS Dekorglass Działdowo               | 3:0            | Akademia Zamojska Zamość              |
| 2. ćwierćfinał                        |                |                                       |
| KS AZS AWFiS Balta Gdańsk             | 1:3            | Global Pharma Orlicz 1924 Suchedniów  |
| Global Pharma Orlicz 1924 Suchedniów  | 3:0            | KS AZS AWFiS Balta Gdańsk             |
| 3. ćwierćfinał                        |                |                                       |
| ASTS Olimpia Unia Grudziądz           | 0:3            | Dartom Bogoria Grodzisk Mazowiecki    |
| Dartom Bogoria Grodzisk Mazowiecki    | 3:0            | ASTS Olimpia Unia Grudziądz           |
| 4. ćwierćfinał                        |                |                                       |
| LOTTO Polski Cukier Gwiazda Bydgoszcz | 2:3            | Oxynet Jarosław                       |
| Oxynet Jarosław                       | 1:3            | LOTTO Polski Cukier Gwiazda Bydgoszcz |

### Półfinały
| Gospodarze                            | Wynik       | Goście                                |
| 1. półfinał                           | 1. półfinał | 1. półfinał                           |
| ------------------------------------- | ----------- | ------------------------------------- |
| LOTTO Polski Cukier Gwiazda Bydgoszcz | 1:3         | KS Dekorglass Działdowo               |
| KS Dekorglass Działdowo               | 3:1         | LOTTO Polski Cukier Gwiazda Bydgoszcz |
| 2. półfinał                           |             |                                       |
| Dartom Bogoria Grodzisk Mazowiecki    | 3:1         | Global Pharma Orlicz 1924 Suchedniów  |
| Global Pharma Orlicz 1924 Suchedniów  | 0:3         | Dartom Bogoria Grodzisk Mazowiecki    |

### Finał
| KS Dekorglass Działdowo              | 0:3                                  | KS Dartom Bogoria Grodzisk Mazowiecki |
| Poznań, 10 czerwca 2023, godz. 12:30 | Poznań, 10 czerwca 2023, godz. 12:30 | Poznań, 10 czerwca 2023, godz. 12:30  |
| ------------------------------------ | ------------------------------------ | ------------------------------------- |
| Jonathan Groth                       | 2:3                                  | Miłosz Redzimski                      |
| Jakub Dyjas                          | 2:3                                  | Marek Badowski                        |
| Kaii Konishi                         | 2:3                                  | Panagiotis Gionis                     |

## Medaliści
| Lp. | Drużyna                               | Skład |
| --- | ------------------------------------- | --- |
| 1.  | KS Dartom Bogoria Grodzisk Mazowiecki | Miłosz Redzimski, Panagiotis Gionis, Marek Badowski, Michał Gawlas, Seongil Jang, Jacek Mitas, Arkadiusz Żuk |
| 2.  | KS Dekorglass Działdowo               | Jakub Dyjas, Kaii Konishi, Jonathan Groth, Patryk Lewandowski, Wenliang Xu, Kamil Kurowski                   |
| 3.  | Global Pharma Orlicz 1924 Suchedniów  | Robert Floras, Asuka Machi, Daniel Bąk, Piotr Cyrnek, Kowa Nakamura                                          |
| 3.  | LOTTO Polski Cukier Gwiazda Bydgoszcz | Vladislav Ursu, Artur Grela, Taku Takakiwa, Siu Hang Lam, Carlos Caballero, Kang Dongsoo                     |